# Marcha da Vontade de Ferro
A Marcha da Vontade de Ferro (em italiano:  marcia della ferrea volontà) foi uma ofensiva italiana ocorrida a partir de 26 de abril até 5 de maio de 1936, durante os últimos dias da Segunda Guerra Ítalo-Etíope. O seu objetivo era capturar a capital etíope, Adis Abeba, numa demonstração de força para a propaganda fascista. Uma coluna mecanizada italiana sob o comando de Pietro Badoglio, marechal da Itália, avançou desde a cidade de Dessie para tomar Adis Abeba.  A marcha percorreu uma distância de aproximadamente 320km.

## Antecedentes
Durante o dia 3 de outubro de 1935, elementos do Exército Real Italiano (Regio Esercito) sob o comando do General Emilio De Bono (o Comandante em chefe de todas as forças armadas italianas na África Oriental) invadiram o Império Etíope a partir de áreas de concentração na colônia italiana de Eritreia no que era conhecido como "frente norte".  Forças baseadas na Somalilândia italiana sob o comando do general Rodolfo Graziani invadiram a Etiópia no que ficou conhecido como "frente sul". As forças terrestres em ambas as frentes foram amplamente apoiadas pela Força Aérea Real Italiana (Regia Aeronautica). 
Badoglio substituiu De Bono no final de 1935 e foi imediatamente confrontado com a "Ofensiva de Natal" etíope. Em 26 de dezembro, Badoglio solicitou e foi autorizado a usar gás mostarda e fosgênio. Os italianos entregaram o gás venenoso por meio de cartuchos de artilharia especiais e de bombardeiros da Força Aérea Real Italiana. Embora os mal equipados etíopes tenham obtido algum sucesso contra o armamento mais moderno dos italianos, eles não estavam equipados para lidar ou tinham experiência em lidar com a "chuva terrível que queimou e matou". 
A partir do início de 1936, os acontecimentos no campo de batalha não correram bem para o Exército Imperial Etíope. Na frente sul, Graziani eliminou um grande exército etíope comandado pelo duque (Ras) Desta Damtew durante a Batalha de Ganale Doria usando gás venenoso. Badoglio usou gás venenoso para eliminar muitos dos exércitos do norte da Etiópia. Ele destruiu o exército do Ras Mulugeta Yeggazu na Batalha de Amba Aradam. Ele destruiu o exército do Ras Kassa Haile Darge na Segunda Batalha de Tembien. Finalmente, ele destruiu o exército do Ras Imru Haile Sellassie na Batalha de Shire. 
Em 31 de março, o último exército etíope na frente norte foi comandado em batalha pelo próprio imperador, Haile Selassie. Seu exército incluía seis batalhões das melhores tropas da Etiópia, a Guarda Imperial (Kebur Zabangna). O imperador liderou um contra-ataque malfadado durante a Batalha de Maychew, do qual teve pouca ou nenhuma chance de vitória. O exército do imperador sofreu pesadas perdas durante dispendiosos ataques frontais às fortificações italianas preparadas, mas a maior parte do seu exército foi destruída durante os dias que se seguiram à batalha, quando o gás venenoso foi novamente usado para dizimar as colunas em retirada. 
Em 20 de abril, o marechal Badoglio voou para a cidade de Dessie, na província de Wollo, e ali instalou seu quartel-general. Ele decidiu avançar de Dessie e tomar a capital etíope de Adis Abeba. Dessie fica apenas a 320 km  de Adis Abeba. Exceto por uma procissão de refugiados, o caminho para a capital estava livre. O comandante-em-chefe italiano não enfrentou resistência substancial da Etiópia. 

## Coluna mecanizada
Devido à falta de resistência entre Dessie e Adis Abeba, Badoglio arriscou um avanço espectacular com uma “coluna mecanizada” para fins de propaganda. Em 1936, “mecanizado” significava infantaria transportada em uma variedade de carros e caminhões comerciais. “Infantaria motorizada” é um termo mais apropriado para a coluna de Badoglio. 
Graças ao gênio organizacional do Intendente-General Fidenzio Dall'Ora, a "coluna mecanizada" de Badoglio reuniu-se em Dessie entre 21 e 25 de abril. Dall'Ora conseguiu organizar a coluna "mecanizada" mais poderosa que apareceu numa estrada africana até então. Além de 12.500 soldados italianos, a coluna incluía 1.785 carros e caminhões de todas as marcas (Fiats, Lancias, Alfa-Romeos, Fords, Chevrolets, Bedfords, e Studebakers), um esquadrão de tanques leves (L3s), onze baterias de artilharia,  e aeronaves.  Veículos especiais transportavam 193 cavalos para que, quando a coluna chegasse às portas de Adis Abeba, o marechal e o seu estado-maior pudessem deixar os carros e cavalgar triunfantes. 

## Marcha

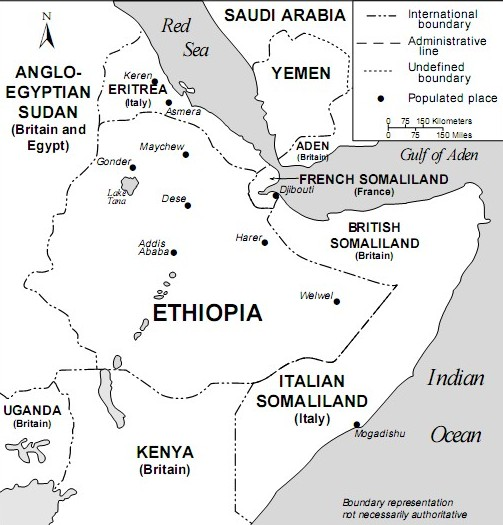
Chifre da África e sudoeste da Arábia – meados da década de 1930. A Marcha da Vontade de Ferro ocorreu entre Dessie e Adis Abeba. Ao mesmo tempo, o general Rodolfo Graziani avançava pelo sul em direção a Harar. O imperador Haile Selassie viajou de Adis Abeba para Harar e Djibouti, na Somalilândia Francesa, para se exilar.

Em 24 de abril, Badoglio enviou duas colunas de 4.000 eritreus à frente em marcha forçada para proteger sua força mecanizada como medida de precaução. Mas a adversidade que os eritreus e a própria marcha enfrentaram foram causadas principalmente pela chuva e pela lama. A medida cautelar de Badoglio revelou-se supérflua. 

### Rodovia imperial
A força mecanizada de Badoglio avançou ao longo da Rodovia Imperial entre Dessie e Adis Abeba. O comandante-em-chefe italiano referiu-se, sem caridade, a esta estrada como "uma pista de carroça ruim". 
Badoglio esperava alguma demonstração de resistência no Passo Termaber, e a coluna mecanizada parou ali por dois dias, mas tudo ficou quieto. A coluna parou porque um trecho da estrada foi demolido e precisou ser reparado.  Em 4 de maio, a formação italiana foi emboscada em Chacha, perto de Debre Berhan, pelas forças etíopes comandadas por Haile Mariam Mammo. Na batalha que se seguiu, os homens de Haile Mariam mataram aproximadamente 170 soldados coloniais italianos e capturaram quatro italianos, dois dos quais eram médicos. Mais tarde, eles foram libertados. 

### Adis Abeba
Em Adis Abeba, o Imperador Haile Selassie visitou a Legação Francesa. Depois de explicar ao ministro francês Paul Bodard que era impossível uma maior defesa da capital, ele explicou que era melhor que a Imperatriz Menen Asfaw e os seus dois filhos, o Príncipe Herdeiro Amha Selassie, de 19 anos, e o Príncipe Makonnen, de 13, deixassem o país. Em última análise, eles iriam para o mosteiro copta no Mandato Britânico da Palestina, mas ele perguntou ao ministro francês se a Família Imperial poderia encontrar refúgio temporariamente na Somalilândia Francesa e Bodard garantiu que sim. 
Haile Selassie então retornou ao seu palácio e multidões se reuniram nas escadas do palácio. Para a multidão reunida, ele disse: "A Etiópia lutará até o último soldado e o último centímetro! Que cada homem que não esteja ferido ou doente pegue em armas e comida suficiente para durar cinco dias e marche para o norte para lutar contra o invasor!" A multidão gritou de volta ao Imperador: “Nós iremos!” 
Esquecendo as queimaduras de gás bruto em seu braço, Haile Selassie retirou-se para seu palácio para uma conferência final com seus chefes. Ele sabia que o Governo do Império Etíope teria de se mudar de Adis Abeba. Uma possibilidade era o governo se mudar para Gore, no sudoeste, e ele procurou comentar esse plano. Inicialmente, seus chefes não disseram nada. Mas, quando os chefes falaram, explicaram que o único exército etíope eficaz que restava estava a lutar pela sua vida sob o comando do Ras Nasibu Emmanual em Ogaden. Este exército foi confrontado com o avanço implacável do general Rodolfo Graziani sobre Harar. Um após outro, os chefes levantaram-se para dizer quão desesperadora era a situação e para dizer que não havia nada que o Imperador pudesse fazer senão fugir do país para evitar a sua execução. 
Após sua reunião com seus chefes, Haile Selassie visitou Sir Sidney Barton na Legação Britânica. Ele falou suavemente com Sir Sidney, mas direto ao ponto. A Grã-Bretanha encorajou-o com belas palavras e fez muitas promessas. No entanto, a Grã-Bretanha forneceu à Etiópia poucas armas pelas quais os etíopes pagaram em dinheiro. Haile Selassie sublinhou que arriscou a própria vida pela Etiópia, mas também pela Liga das Nações. Ele perguntou a Sir Sidney se a Grã-Bretanha viria agora em seu auxílio. Eles recusaram. 
Antes de partir, Haile Selassie ordenou que o governo da Etiópia fosse transferido para Gore, ordenou que o prefeito de Adis Abeba mantivesse a ordem na cidade até a chegada italiana, e nomeou Ras Imru Haile Selassie como seu Príncipe Regente durante sua ausência. 
No final de 2 de maio, depois que o imperador deixou a cidade para o exílio, houve um colapso na ordem civil. Apenas a escória da tropa da Etiópia foi deixada para trás na capital condenada. Eles enlouqueceram, saquearam lojas, gritaram maldições contra estrangeiros e dispararam rifles para o alto. O novo Palácio, orgulho de Haile Selassie, foi aberto ao povo. A maioria dos estrangeiros encontrou segurança no complexo britânico. Em vinte e quatro horas, o Império Etíope desmoronou e a lei e a ordem nativas desapareceram. Os tumultos em Adis Abeba pioravam a cada hora. Foi feito um ataque à “casa do ouro” do Tesouro. Alguns funcionários leais tentaram salvar o que restava do ouro do Imperador com metralhadoras, mas saqueadores brandindo espadas atacaram-nos e cortaram-lhes as mãos enquanto se agarravam às armas. 

### A chegada dos italianos
Durante a noite de 4 de maio, elementos da I Brigada da Eritreia chegaram aos arredores de Adis Abeba. Chegaram à cidade antes da coluna mecanizada de Badoglio e conseguiram realizar a façanha a pé.  Enquanto isso, a coluna motorizada de Badoglio, avançando o mais rápido possível, aproximava-se cada vez mais. Aviões italianos fizeram reconhecimento sobre a cidade. 
A coluna principal chegou à capital às 4h da tarde do dia 5 de maio. 
Chuvas fortes caíram quando as forças de Badoglio entraram na cidade e restauraram a ordem. Os tumultos que começaram após a saída de Haile Selassie duraram até que a ordem foi restaurada com a chegada dos italianos. Bandeiras brancas foram exibidas por toda parte enquanto Badoglio fazia sua entrada triunfal na cidade do “Rei dos Reis”.  Muitos residentes da cidade fugiram para o sul ou tentaram refugiar-se nos complexos estrangeiros que vinham atacando. 
Um destacamento de guardas alfandegários etíopes apresentou armas quando o carro de Badoglio passou por eles. Mais adiante, uma guarda de honra italiana, que acompanhava a guarda avançada justamente para esse fim, prestou a Badoglio a mesma cortesia. Não havia agora a possibilidade de parar para permitir que Badoglio usasse os cavalos trazidos para esta ocasião. A procissão com carros e caminhões continuou. 
 

Quando a comitiva de Badoglio parou em frente à legação italiana às 5h45, foi içado o Tricolor do Reino da Itália. Seguiram-se então três vivas para o rei Vítor Emanuel III da Itália e três vivas para o ditador fascista italiano Benito Mussolini. Após os aplausos, Badoglio voltou-se para um membro sênior da Força Aérea Real Italiana e disse:
"Nós conseguimos! Nós vencemos!"
A queda de Adis Abeba era esperada em Itália. Quando a notícia chegou a Roma, na noite de 5 de maio, houve cenas de grande excitação. Mussolini foi chamado de volta dez vezes pela multidão exultante no Palazzo Venezia. 

Significativamente, a marcha foi concluída em apenas dez dias, através de terreno difícil e com mau tempo. Foi uma conquista que demonstrou o potencial ofensivo das forças motorizadas na garantia de avanços ousados.  No entanto, a “Marcha da Vontade de Ferro” italiana revelou-se pouco mais do que um exercício logístico. Um jornalista anônimo da época disse o seguinte:
"Muito mais um evento esportivo do que uma página da história militar."

## Consequências
Durante a semana seguinte à entrada do Marechal Badoglio em Adis Abeba, o Dr. Johann Hans Kirchholtes, o Ministro Alemão na Etiópia, visitou o que tinha sido a Legação Italiana na capital Etíope. Badoglio era agora vice-rei e governador-geral da África Oriental italiana e a antiga legação italiana era agora o seu quartel-general. Kirchholtes proporcionou o primeiro reconhecimento por parte de qualquer governo estrangeiro de que a conquista da Etiópia era um facto consumado. 
Entretanto, um dos oficiais do estado-maior do marechal Badoglio, o capitão Adolfo Alessandri, visitou todas as legações estrangeiras em Adis Abeba. Alessandri explicou educadamente a cada enviado que eles desfrutariam de "todos os privilégios diplomáticos até o momento de sua partida". Esta foi a notificação oficial da Itália ao mundo de que a Etiópia ocupada não seria considerada em pé de igualdade com o estado fantoche de Manchukuo, doImpério Japonês. Em vez disso, o antigo Império Etíope seria uma colônia do Reino da Itália. Giuseppe Bottai foi nomeado o primeiro governador de Adis Abeba e o antigo palácio de Haile Selassie tornou-se sua residência. 